# Пересадка сердца

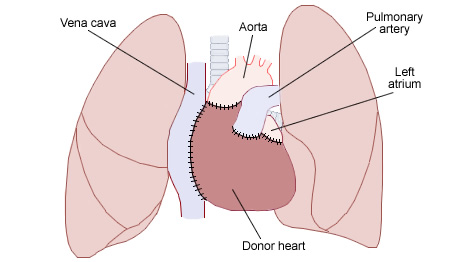
Размещение донорского сердца в грудной клетке пациента (биатриальная техника)

Пересадка (трансплантация) сердца — хирургическая операция по замене сердца пациента (реципиента) на сердце донора. Показана при тяжёлых заболеваниях сердца, при которых другие операции невозможны или крайне рискованны, а ожидаемая продолжительность жизни без пересадки сердца невелика. Собственное сердце при этом может быть удалено (ортотопическая пересадка) или оставлено (гетеротопическая пересадка).

## История
Влади́мир Петро́вич Де́михов, один из основоположников трансплантологии, проводил экспериментальные операции на собаках:
- 1937 г. — первое в мире искусственное сердце;
- 1946 г. — первая в мире гетеротопическая пересадка сердца в грудную полость;
- 1946 г. — первая в мире пересадка комплекса сердце-легкие;
- 1951 г. — первая в мире ортотопическая пересадка сердца без использования искусственного кровообращения;

Первую пересадку сердца животного человеку произвел в 1964 году Джеймс Харди; это было сердце шимпанзе; пациент жил полтора часа. Первую удачную пересадку человеческого сердца произвел 3 декабря 1967 года Кристиан Барнард (ЮАР),. Операция была проведена в госпитале Гроот Шур в Кейптауне, Южно-Африканская Республика. Сердце 25-летней Денизы Дарваль, погибшей в автокатастрофе, было пересажено 55-летнему Луису Вашканскому, который страдал неизлечимым сердечным заболеванием. Несмотря на то что операция была проведена безукоризненно, Вашканский прожил лишь 18 дней и умер от двусторонней пневмонии.
Кристиан Барнард дважды приезжал в лабораторию Демихова в 1960 и 1963 годах. Он всю свою жизнь считал Демихова своим учителем.
Первая пересадка сердца человеку в СССР прошла 4 ноября 1968 года под руководством ведущего кардиохирурга А.А. Вишневского в Военно-медицинской академии в Ленинграде.
В современной трансплантологии пересадка сердца — рутинная операция, после которой пациенты живут более 10 лет. Мировой рекорд по продолжительности жизни с пересаженным сердцем держит Тони Хьюзман — он прожил с пересаженным сердцем более 30 лет и умер от рака кожи. Основная проблема для этих пациентов — отторжение пересаженного органа иммунной системой. Пересадка искусственного сердца или сердца животных не столь удачна, как пересадка человеческого сердца.

## Хирургическая техника

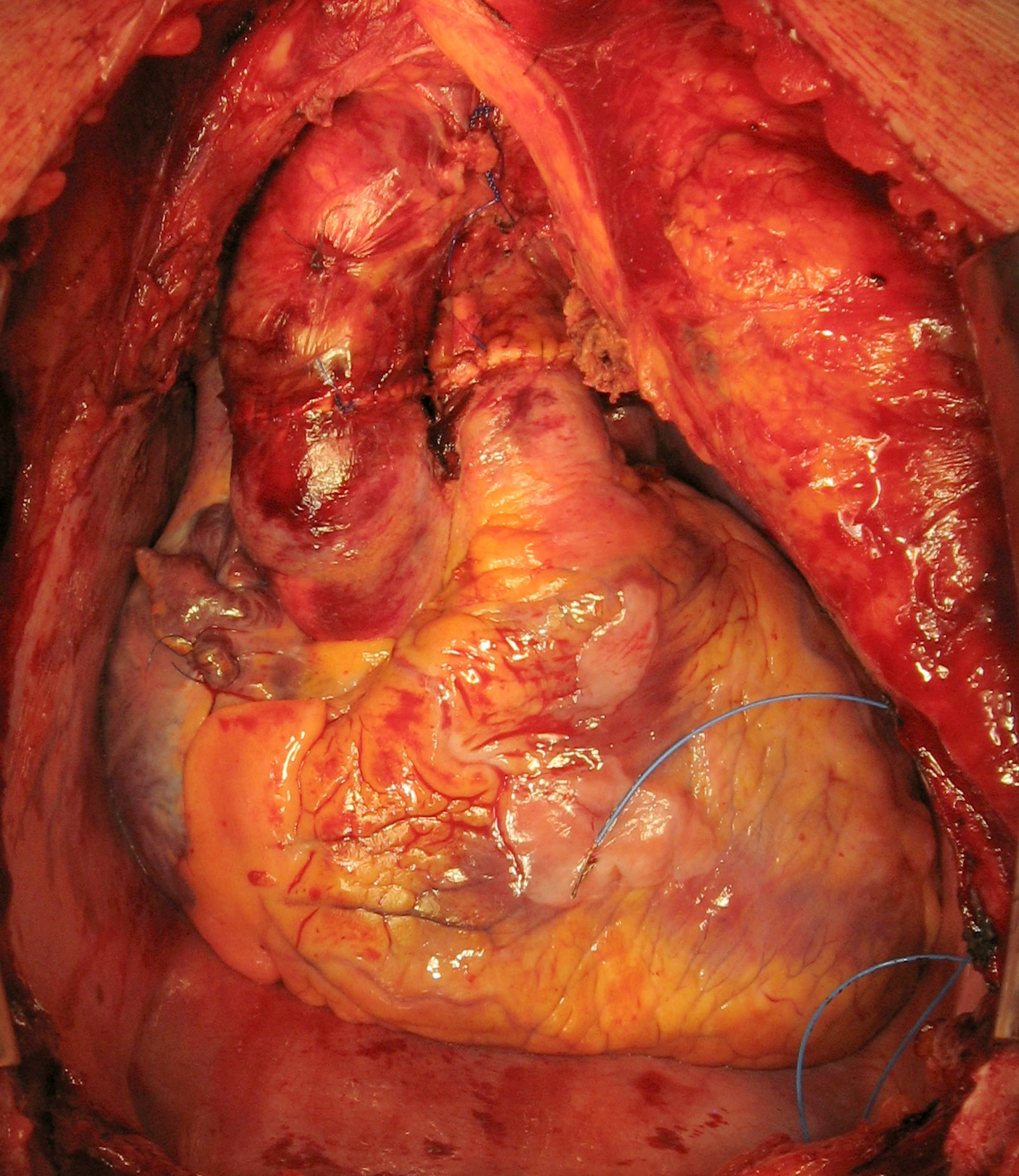
Пересаженное по бикавальной методике сердце в грудной клетке реципиента

В настоящее время разработано множество вариантов пересадки сердца, однако широко распространены только две из них: биатриальная (двухпредсердная) техника, разработанная Ричардом Лоуэром и Норманом Шамвеем и использовавшаяся в 1967 году Кристианом Барнардом, предполагает соединение донорского сердца с организмом реципиента по левому и правому предсердиям, легочной артерии и аорте, в то время как более современная бикавальная техника вместо соединения по правому предсердию предполагает использование верхней и нижней полых вен. Считается, что использование бикавальной техники позволяет уменьшить риск нарушений ритма и проводимости у реципиента после пересадки сердца.
В начале 2019 года ученым впервые удалось вживить в грудь 24-летнего мужчины из Казахстана, страдающего от сердечной недостаточности последней стадии, устройство, которое заряжается беспроводным способом. Обычное устройство желудочковой поддержки (ventricular assist device, VAD) заряжается через шнур питания, выходящий из брюшной полости.
В конце 2024 года в итальянском городе Падуя провели первую в мире пересадку бьющегося сердца 65-летнему мужчине. Поддержание сердцебиения от момента забора органа до имплантации помогает избежать контролируемую остановку сердца, снижает риски повреждения сердца от ишемии и реперфузии (восстановлении кровоснабжения), что приводит к более быстрому восстановлению сердечной функции и лучшим показателям работы сердца после операции, а также увеличивает продолжительность жизни перенесшего трансплантацию человека.